# Jonathan Gustafson
Jonathan Gustafson (Massena, 5 de marzo de 1997) es un deportista estadounidense que compite en luge. Ganó una medalla de plata en el Campeonato Mundial de Luge de 2025, en la prueba individual mixta.

## Palmarés internacional
| Campeonato Mundial | Campeonato Mundial | Campeonato Mundial | Campeonato Mundial |
| Año                | Lugar              | Medalla            | Prueba             |
| ------------------ | ------------------ | ------------------ | ------------------ |
| 2025               | Whistler (Canadá)  | Medalla de plata   | Individual mixto   |